# زومانا باکایوگو
زومانا باکایوگو (انگلیسی: Zoumana Bakayogo؛ زادهٔ ۱۷ اوت ۱۹۸۶) بازیکن فوتبال اهل فرانسه است.
از باشگاه‌هایی که در آن بازی کرده‌است می‌توان به باشگاه فوتبال ترانمره راورز، باشگاه فوتبال یئوویل تاون، باشگاه فوتبال کرو آلکساندرا، باشگاه فوتبال لوتون تاون، باشگاه فوتبال میلوال، باشگاه فوتبال پاری سن ژرمن، باشگاه فوتبال برایتون اند هوو آلبیون، و باشگاه فوتبال لستر سیتی اشاره کرد.
وی همچنین در تیم ملی فوتبال زیر 23 سال ساحل عاج بازی کرده‌است.